# スレイヴ・トゥ・ザ・リズム
スレイヴ・トゥ・ザ・リズム（原題:Slave To The Rhythm）はマイケル・ジャクソンの楽曲。没後に発表された『エスケイプ』の5曲目に収録されている。

## 経緯

### 楽曲の背景と流出
原曲はLA&ベイビーフェイスと共に1991年のアルバム『デンジャラス』のセッション期間で制作。1998年の段階で完成に至っており、2001年発売の『インヴィンシブル』では収録曲の最終候補まで残ったものの、結果的にアウトテイクとなっていた。
2010年にトリッキー・スチュワートによるリミックス版がインターネット上に流出したほか、2013年8月にはマイケルのヴォーカルをフィーチャーする形で録音されたジャスティン・ビーバーとのデュエット版が流出。これらの流出したバージョンの楽曲に対してマイケル・ジャクソン・エステートは正式なものとは認めず、YouTubeを始めとする様々な動画サイト上で削除を行った。

### 発表
2014年2月、新アルバム発売に向けてソニーとマイケル・ジャクソン・エステートがパートナーシップを結び、同曲もアルバムに収録されることが決定。J-Rocとティンバランドがリミックスを担当した。広告活動としては、アルバム発売に先立ちソニーモバイルコミュニケーションズのスマートフォン「Xperia Z2」のCMに楽曲を起用したほか、Xperiaのいくつかの機種において『エスケイプ』（ダウンロード版）のプレゼントキャンペーンも展開された。

### パフォーマンス
2014年5月18日に行われた「ビルボード・ミュージック・アワード2014」で、同曲のパフォーマンスを披露。同イベントでのパフォーマンスは2013年末頃に決定され、1995年のMTV Video Music Awardsや1997年の「ヒストリー・ワールド・ツアーでも楽曲の振り付けを担当したリッチ&トーン・タローガの兄弟により、2014年初頭からプロジェクトが開始された。
ジェイミー・キングの監督によって制作された映像はペッパーズ・ゴーストの技術を用いており、生身のマイケルが実際にパフォーマンスしているかのような様子が再現された。なお、このパフォーマンスはVEVOのYouTubeのページにて公式にアップロードされている。